# Ferrocarril en los Países Bajos

Mapa ferroviario de Países Bajos.

El transporte ferroviario en los Países Bajos utiliza una densa red ferroviaria que conecta casi todas las ciudades importantes. Hay tantas estaciones de tren como municipios en los Países Bajos. La red tiene un total de 3.223 km de rutas en 6.830 km de vías; una línea puede circular en ambos sentidos, o dos líneas (una en cada dirección) en las rutas principales. Tres cuartas partes de las líneas están electrificadas.
La red ferroviaria neerlandesa se dedica principalmente al transporte de pasajeros. Los viajes en tren representan la mayor parte de la distancia recorrida en el transporte público holandés. La infraestructura ferroviaria nacional es gestionada y mantenida por la agencia gubernamental ProRail, y varios operadores tienen concesiones para operar sus trenes. Toda la red es de ancho estándar. Holanda es miembro de la Unión Internacional de Ferrocarriles (UIC), y su código de país es el 84.
La mayoría de los trenes holandeses están equipados con wifi. No ofrecen restauración a bordo, salvo un servicio limitado en algunos trenes internacionales.

## Operadores

Concesiones ferroviarias en los Países Bajos (2018).

Las autoridades de transporte público de los Países Bajos otorgan concesiones a grupos de líneas:
- Nederlandse Spoorwegen (NS; Ferrocarriles Holandeses) - presta servicios a la principal red ferroviaria de pasajeros (Hoofdrailnet), incluyendo un servicio nocturno limitado.
- Arriva Netherlands - da servicio a las líneas secundarias del norte en torno a Leeuwarden y Groningen, a algunas líneas secundarias del este en torno a Arnhem y Zutphen, a las líneas secundarias del sur en Limburgo y a una línea secundaria central.
- Breng - da servicio a una parte de la línea secundaria oriental con Arriva.
- Keolis Nederland - da servicio a dos líneas secundarias del este (entre Zwolle y Kampen y Zwolle y Enschede) y a una línea secundaria (como Syntus) entre Zutphen y Oldenzaal.
- Connexxion - da servicio a una línea secundaria entre Ede-Wageningen y Amersfoort.
- Qbuzz - da servicio a la MerwedeLingelijn entre Dordrecht y Geldermalsen.
- NS International - presta servicios de trenes internacionales y servicios nacionales de alta velocidad.

Los operadores ferroviarios extranjeros con autorización de la NS prestan servicio en varias estaciones holandesas:
- DB Regio, incluyendo DB Regionalbahn Westfalen y DB Euregiobahn.
- NMBS/SNCB - Maastricht-Eijsden, como parte del servicio Maastricht-Liège; y también Roosendaal a Antwerpen y más allá.

Se aplica un sistema de tarifas común en todo el país, aunque los operadores tienden a utilizar tarifas separadas. Aunque la mayoría de los trenes tienen compartimentos de primera y segunda clase, Keolis Nederland y (a veces) Arriva sólo tienen compartimentos de segunda clase. El mayor transportista de carga de los Países Bajos es DB Schenker; otros son ACTS, Crossrail, ERS Railways, Häfen und Güterverkehr Köln, Rail4chem y Veolia Cargo. El mantenimiento de la red corre a cargo de ProRail, propiedad del gobierno, que se encarga de asignar las franjas horarias a las empresas.

## Historia
El primer ferrocarril holandés se construyó e inauguró en 1839 en un corto tramo entre Ámsterdam y Haarlem, y se amplió entre 1840 y 1847 hasta La Haya y Rotterdam. Construido originalmente con un ancho de vía de 1.945 mm, fue convertido a 1.435 mm (ancho estándar) en 1866. La expansión del siglo XIX conectó el resto del país. La mayoría de las líneas principales se electrificaron durante el siglo XX, empezando por la Hofpleinlijn en 1908. Desde 1922, tras un informe de una comisión gubernamental, se utiliza un sistema de corriente continua de 1,5 kV con catenaria.

## Red
La red se centra en el ferrocarril de pasajeros y conecta casi todas las ciudades importantes. Algunas ciudades aún carecen de estación de tren, como Nieuwegein, Drachten, Amstelveen, Oosterhout y Katwijk.
La mayoría de las rutas de mercancías discurren de este a oeste, conectando el puerto de Rotterdam y el Koninklijke Hoogovens de IJmuiden con Alemania. Los trenes de mercancías suelen compartir las vías con los de pasajeros; la única excepción es la Betuweroute, inaugurada en 2007 como primera ruta exclusiva para mercancías.
La red está bien desarrollada; en la actualidad no está prevista ninguna ampliación, aunque se está haciendo hincapié en la mejora de la eficiencia y la capacidad. Algunos tramos pueden requerir un aumento de la velocidad máxima a 160 kilómetros por hora.
En los últimos años se han construido grandes líneas, como la línea de alta velocidad HSL-Zuid, la Betuweroute y la Hanzelijn, que conectan la provincia de Flevoland con el centro ferroviario de Zwolle.

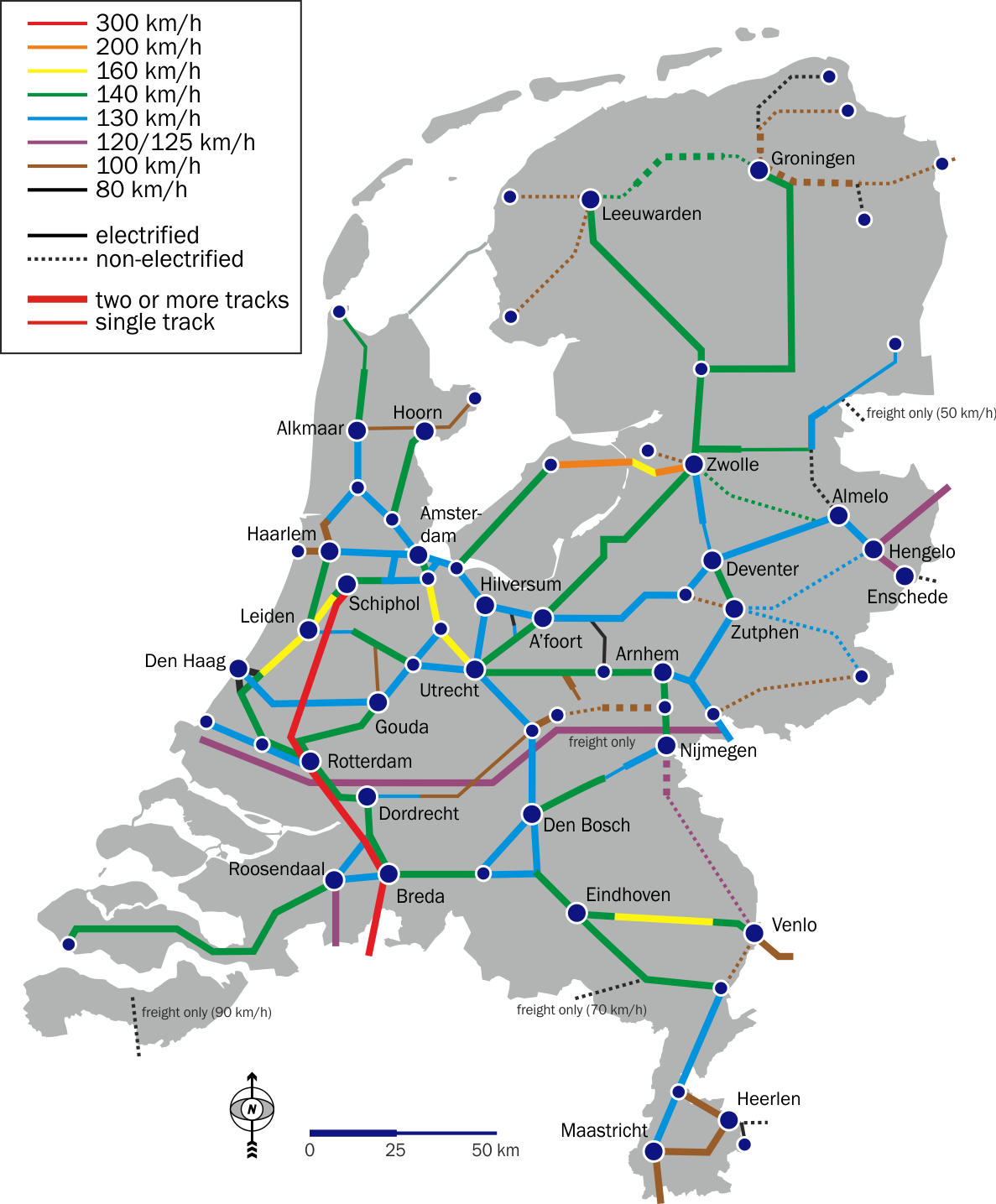
Velocidades máximas, electrificación y duplicación de vía por tramo ferroviario en Países Bajos (2007).

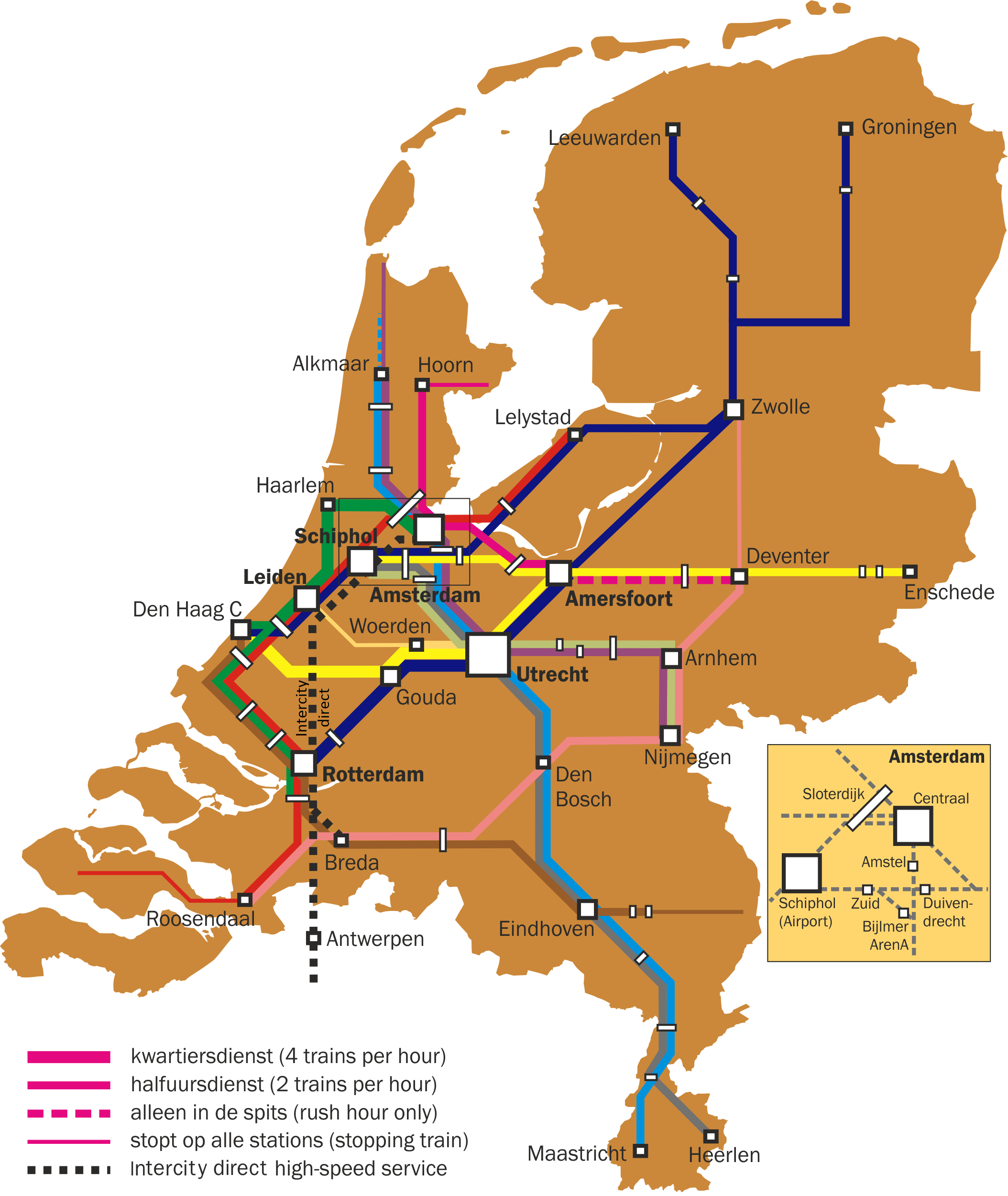
Red ferroviaria interurbana holandesa (2015).

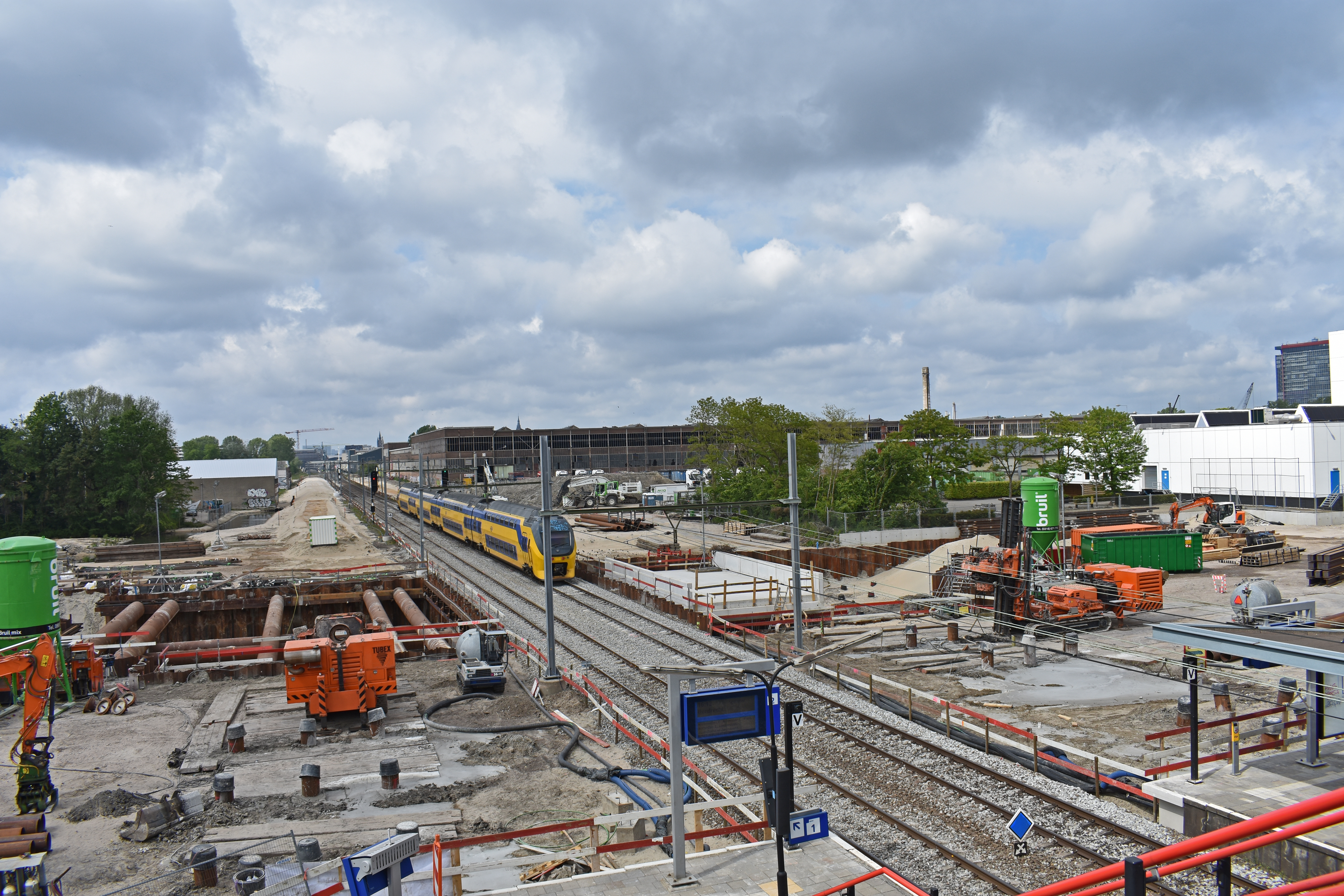
Construcción de vías adicionales entre las estaciones de Delft Campus y Delft, 2020.

La mayor parte de la red está electrificada a 1,5 kV CC (lo que limita la interoperabilidad con los países vecinos), aunque los trenes belgas -construidos para 3 kV CC- pueden circular por la red holandesa a potencia reducida. Tanto la HSL-Zuid como la Betuweroute han sido electrificadas a 25 kV AC; aunque la conversión de las líneas electrificadas existentes a 25 kV AC se consideró en 1997, 2005 y 2012 con un coste de más de 10.000 millones de euros, una propuesta de 2015 (revisada en 2017) es convertirlas a 3 kV DC con un coste en 2017 de 1.000 millones de euros. El mayor voltaje de corriente continua reduciría las pérdidas de energía y tendría una aceleración más rápida por encima de los 60 a 70 kilómetros por hora, por lo que la parada de los trenes ahorraría entre siete y 20 segundos por parada.
La velocidad está generalmente limitada a 130-140 kilómetros por hora, pero en la mayoría de las líneas secundarias la velocidad máxima es significativamente menor. En la línea HSL-Zuid, la velocidad máxima es de 300 kilómetros por hora. Las líneas más nuevas se han construido para permitir velocidades más altas.
Los trenes son frecuentes, con uno o dos trenes por hora en las líneas menores, de dos a cuatro trenes por hora en los tramos rurales y hasta ocho o diez trenes por hora en las ciudades. Hay dos tipos de trenes: stoptreinen (trenes locales, que los Ferrocarriles Holandeses llaman "sprinters") e InterCities, con un servicio más rápido de larga distancia. Una categoría intermedia (sneltreinen, "trenes rápidos") empezó a dejar de funcionar en 2007, aunque los operadores regionales siguen utilizando el término. Los servicios Sneltrein e InterCity eran muy similares.
Todos los ferrocarriles de los Países Bajos son de 1.435 mm (ancho de vía estándar), y tienen una longitud total de 3.061 kilómetros de ruta (7.028 kilómetros de vía). En 2001, se electrificaron 2.061 kilómetros a 1.500 V DC. Sólo 931 kilómetros son de vía única. El país cuenta con 2.589 pasos a nivel, de los cuales 1.598 están protegidos. El sistema cuenta con 7.071 vías de cambio, 12.036 señales, 725 viaductos ferroviarios, 455 puentes ferroviarios (de los cuales 56 son móviles) y 15 túneles.
ProRail se encarga del mantenimiento de la infraestructura ferroviaria neerlandesa (excepto metros y tranvías), de la asignación de capacidad ferroviaria y del control del tráfico. La capacidad suministrada por ProRail es utilizada por cinco operadores de transporte público y los operadores de carga DB Schenker, ERS, ACTS y Rail4Chem. También hay pequeños operadores, como el Herik Rail, de siete vagones, que puede alquilarse para fiestas y reuniones.

### Nuevas líneas
- Betuweroute: línea de mercancías de Rotterdam a Alemania, electrificada a 25 kV AC.
- Hemboog, entre Schiphol/Ámsterdam-Lelylaan y Zaandam, evitando el cruce de Ámsterdam Sloterdijk.[11] Proporciona una conexión directa entre Schiphol y Zaandam/Hoorn.
- Gooiboog, entre Hilversum/Naarden-Bussum y Almere Muziekwijk.[12]
- Utrechtboog, entre Schiphol/Amsterdam-Rai y Bijlmer/Utrecht, evitando el cruce de Duivendrecht.[12][13]
- HSL-Zuid, electrificado a 25 kV AC.
- Ferrocarril Lelystad-Zwolle (Hanzelijn): Lelystad-Dronten-Kampen-Zwolle
- Línea reconstruida Maastricht-Lanaken (2011-2016).

Dos estaciones tienen un paso a dos niveles, en lugar de un cruce a nivel o doble que requiere protección mediante señales: Amsterdam Sloterdijk y Duivendrecht. Otros cruces de línea holandeses tienen saltos de carnero.

### Líneas no electrificadas
Las cifras entre paréntesis hacen referencia al número del horario:
- Groningen-Delfzijl (84)
- Groningen-Roodeschool (83)
- Groningen-Nieuweschans Grens (85)
- Leeuwarden-Groningen (80)
- Leeuwarden-Harlingen (81)
- Leeuwarden-Stavoren (82)
- Almelo-Marienberg (72)
- Zutphen-Hengelo (73)
- Enschede-Glanerbrug Grens (522)
- Zutphen-Apeldoorn (67)
- Zutphen-Winterswijk (71)
- Arnhem-Winterswijk (70)
- Arnhem-Tiel (68)
- Nijmegen-Roermond (29)[Nota 1]

## Material rodante
Los ferrocarriles holandeses tienen una gran variedad de material rodante. Los trenes interurbanos tienen un esquema de colores amarillo y azul, y los trenes locales son azules, blancos y amarillos.

### Flota actual
| Clase             | Imagen | Tipo                 | Velocidad (km/h) | Velocidad (km/h) | Número | Coches | Operación                 | Año de fabricación | Notas |
| Clase             | Imagen | Tipo                 | Máxima           | Operativa        | Número | Coches | Operación                 | Año de fabricación | Notas |
| ----------------- | ------ | -------------------- | ---------------- | ---------------- | ------ | ------ | ------------------------- | ------------------ | --- |
| ICM               |        | EMU                  | 180              | 140              | 144    | 3–4    | Intercity                 | 1977–presente      | |
| VIRM              |        | EMU                  | 200              | 140              | 178    | 4, 6   | Intercity                 | 1994–presente      | |
| DDZ               |        | EMU                  | 140              | 140              | 50     | 4, 6   | Intercity                 | 1991–1998          | Anteriormente conocido como DD-AR, reformado entre 2010 y 2013.                                                                |
| Intercityrijtuig  |        | Transporte           | 160              | 160              | 43     | n/a    | Intercity                 | 1980–1988          | En uso por el Intercity Direct de alta velocidad (Ámsterdam-Schiphol-Rotterdam-Breda) y el Intercity International a Bruselas. |
| SGM               |        | EMU                  | 120              | 120              | 90     | 2–3    | Sprinter                  | 1975–1983          | |
| SLT               |        | EMU                  | 160              | 140              | 131    | 4, 6   | Sprinter                  | 2007–2012          | |
| FLIRT             |        | EMU                  | 160              | 140              | 54     | 3–4    | Sprinter                  | 2016–2017          | Se utiliza en Brabante Septentrional y Limburgo.                                                                               |
| SNG               |        | EMU                  | 160              | 140              | 118    | 3–4    | Sprinter                  | 2014-2018          | |
| Clase 186 (TRAXX) |        | Locomotora eléctrica | 160              | 160              | 63     | n/a    | Intercity (Internacional) | 2008–presente      | Utilizado para tirar/empujar vagones ICR en la ruta internacional a Bruselas a través de la HSL-Zuid.                          |

### Futura flota
| Clase | Imagen | Tipo | Velocidad (km/h) | Velocidad (km/h) | Número | Coches | Operación | Año de fabricación | Notas |
| Clase | Imagen | Tipo | Máxima           | Operativa        | Número | Coches | Operación | Año de fabricación | Notas |
| ----- | ------ | ---- | ---------------- | ---------------- | ------ | ------ | --------- | ------------------ | --- |
| ICNG  |        | EMU  | 200              | 200              | 79+20  | 5, 8   | Intercity | 2017–2023          | Entrará en servicio en 2021 y circulará a 200 km/h en vías de alta velocidad y a 160 km/h en vías regulares. Se han pedido 20 más para el servicio Ámsterdam-Bruselas, con adaptaciones para la red belga. |

## Enlaces con países adyacentes
La red neerlandesa tiene varios tramos transfronterizos con Bélgica y Alemania. Terneuzen está conectada a Bélgica (sólo mercancías), pero no al resto de la red holandesa; Lanaken estuvo en su día conectada a Maastricht (también sólo mercancías), pero no a la red belga. Siete enlaces transfronterizos están electrificados. Debido a las diferencias de voltaje, los trenes deben cambiar de locomotora de un solo voltaje en Bad Bentheim o Venlo; los trenes belgas de 3 kV llegan a Roosendaal y Maastricht con una potencia reducida por debajo de los 1,5 kV holandeses. La HSL Zuid no tiene cambio de tensión en la frontera. También se utilizan unidades de tren multisistema o tracción diésel. Varios pasos fronterizos están en desuso o son sólo de mercancías, y no hay cambios de ancho de vía en ninguno de ellos.
A Alemania, de norte a sur:
- De Nieuweschans a Weener - No está electrificada; debido a un puente dañado, desde el 3 de diciembre de 2015 solo hay tráfico hacia Weener justo en la frontera.
- Ter Apel - El lado alemán nunca se terminó; el lado holandés se desmanteló varios años después de su construcción.
- Coevorden a Emlichheim - No electrificada, sólo para mercancías. Vía alemana reactivada para el servicio de pasajeros en 2019 hasta Neuenhaus.
- Oldenzaal a Bentheim - Cambio de tensión (1,5 kV DC/15 kV AC) en la estación de Bentheim.
- Glanerbrug a Gronau - No está electrificada. En Enschede, la vía ya no está conectada a la red holandesa.
- Broekheurne a Alstätte - Desmantelado.
- Winterswijk
  - A Borken - En desuso, en su mayor parte desmantelado.
  - A Bocholt - Desmantelado.
- De Zevenaar a Elten - Cambio de tensión (25 kV AC/15 kV AC) en la vía abierta a 1 km al sureste de la estación de Elten, que sólo permite trenes multisistema o diésel. (Anteriormente cambio de tensión 1,5 kV DC/15 kV AC en la estación de Emmerich).
  - Zevenaar vía Elten a Kleve - Desmantelada; se desprendía de la línea Zevenaar-Emmerich cuando las operaciones fronterizas aún se realizaban en el lado holandés de la frontera.
- De Groesbeek a Kranenburg - En desuso.
- Gennep a Goch - Desmantelado; lugar de la invasión alemana de los Países Bajos en 1940.
- Venlo
  - A Straelen - Desmantelado.
  - A Kaldenkirchen - Cambio de tensión (1,5 kV DC/15 kV AC) en la estación de Venlo.
- Estación de Vlodrop a Dalheim - IJzeren Rijn, en desuso; su reactivación se está estudiando desde hace tiempo con pocos avances.
- De Eygelshoven-Markt a Herzogenrath - Cambio de tensión (1,5 kV DC/15 kV AC) en la vía abierta justo dentro de los Países Bajos.
- Bocholtz a Vetschau - No está electrificado; sólo trenes históricos, no conectados a la red alemana.

A Bélgica, de este a oeste:
- Eijsden a Visé - Cambio de tensión (1,5 kV DC/3 kV DC) justo al sur de Maastricht Randwijck.
- Maastricht a Lanaken - No electrificada, sólo para mercancías; sin conexión con la red belga; interrumpida. Los planes de utilizarlo para una línea de tranvía a Hasselt avanzan poco.
- Budel a Hamont - IJzeren Rijn - No está electrificada, sólo para mercancías. La electrificación en el lado belga hasta Hamont ha comenzado en 2018 y se espera que esté terminada en 2020.
- Valkenswaard a Neerpelt - Desmantelado.
- Baarle-Nassau a Turnhout - Desmantelado; nueve pasos fronterizos, ya que el ferrocarril entraba y salía repetidamente de Baarle-Hertog.
- De Breda a Noorderkempen - Electrificado a 25 kV CA; ferrocarril de alta velocidad.
- Roosendaal a Essen - Cambio de tensión (1,5 kV DC/3 kV DC) cerca de los suburbios del sur de Roosendaal.
- Hulst a Sint-Gillis-Waas - Desmantelado.
- Sas van Gent a Zelzate - No está electrificada; sólo para mercancías.

## Trenes internacionales

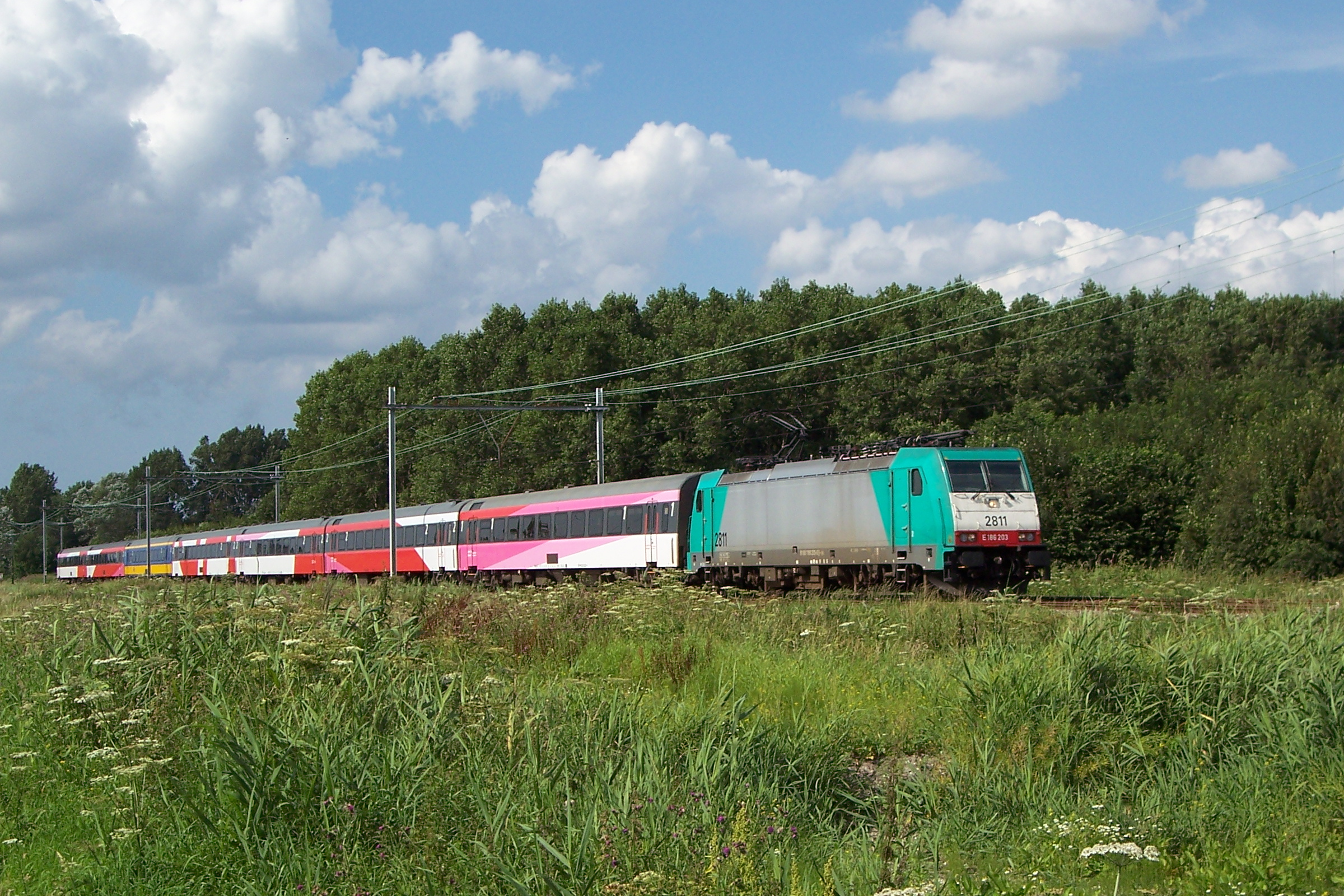
El InterCity entre Ámsterdam y Bruselas, suprimido temporalmente en favor del Fyra de alta velocidad, pero restaurado posteriormente.

- Intercity Brussel, también llamado Beneluxtrein: Amsterdam Centraal–Schiphol–La Haya HS–Rotterdam Centraal–Amberes-Centraal–Mechelen–Zaventem–Bruselas-Centraal–Bruselas-Sur
- Thalys: Amsterdam Centraal–Aeropuerto de Schiphol–Rotterdam Centraal–Amberes-Centraal–Bruselas-Sur–París Norte/Marne-la-Vallée-Chessy
  - Durante las temporadas de vacaciones de invierno y verano, hay un tren semanal adicional que va a Bourg-Saint-Maurice y Marsella, respectivamente.
- Eurostar: Amsterdam Centraal–Rotterdam Centraal–Bruselas Sur–Lille Europe–Londres St Pancras (se espera que se reanude el 18 de septiembre de 2020).
- Intercity Berlijn: Amsterdam Centraal–Amersfoort Centraal-Deventer–Hengelo–Osnabrück Hbf–Hannover Hbf–Berlin Ostbahnhof.
- ICE Internacional: Amsterdam Centraal–Utrecht Centraal–Arnhem Centraal–Oberhausen Hbf–Duisburg Hbf–Cologne Hbf–Frankfurt Hbf, algunos extendidos a Basilea SBB.

Hay varias conexiones regionales transfronterizas.

## Servicio nocturno
NS ofrece un servicio nocturno limitado (Nachtnet). En las noches de la semana, es un tramo en forma de U con servicio cada hora que conecta Rotterdam Central, Delft, La Haya Hollands Spoor, Leiden Central, el aeropuerto de Schiphol, Ámsterdam Central y Utrecht Central (la mayoría de las grandes ciudades del Randstad y el aeropuerto principal). Debido al recorrido en forma de U, el tiempo de viaje desde las cinco primeras estaciones hasta Utrecht es mayor que durante el día. Debido a la distancia relativamente corta entre estaciones, no se utilizan coches cama. Durante el fin de semana, el servicio nocturno se extiende a Dordrecht y a cuatro ciudades de la provincia de Brabante Septentrional. Los viernes y sábados por la noche, hay un servicio adicional entre Rotterdam y Ámsterdam.
| Serie      | Ruta | Equipamiento | Frecuencia                                                                     |
| ---------- | --- | ------------ | ------------------------------------------------------------------------------ |
| 1400/21400 | Eindhoven–Tilburg–Breda–Dordrecht-Rotterdam Centraal–Delft–Den Haag HS–Leiden Centraal–Schiphol–Amsterdam Centraal – Utrecht Centraal-'s-Hertogenbosch–Eindhoven | VIRM         | Cada hora; servicio entre Eindhoven y Rotterdam/Utrecht sólo viernes y sábado. |
| 21420      | 's-Hertogenbosch–Tilburg |              | Por horas; sólo viernes y sábado.                                              |

## Tarifas y billetes
Se aplica un sistema tarifario común en todo el país con máquinas expendedoras de billetes de la NS, aunque los concesionarios individuales tienen tarifas separadas. La OV-chipkaart (tarjeta de transporte público) permite integrar los billetes y diferenciar los precios. Los viajeros deben ser conscientes de los diferentes operadores; para los abonados al pase de menor demanda, una estación que requiera un cambio de operador puede sufrir retrasos durante las horas punta.
Los billetes de papel impresos dejaron de fabricarse el 9 de julio de 2014. Aunque las máquinas expendedoras de billetes venden billetes de cartón con chip eléctrico, hay un recargo de 1 € por billete, además de la tarifa OV-chipkaart. El recargo también se aplica a los billetes vendidos en ventanilla. Para los viajes internacionales, los pasajeros pueden imprimir en casa un billete en PDF, que lleva un código de barras que permite el acceso a las estaciones.
Los pasajeros que no tengan un billete válido serán multados con 50 euros, además de la tarifa básica, a menos que las máquinas expendedoras de billetes estén fuera de servicio o se aplique otra exención. La multa debe pagarse de inmediato, a menos que el pasajero pueda presentar una tarjeta de identificación válida; en ese caso, recibirá un aviso de cobro por correo. Los viajeros procedentes del extranjero que inicien su viaje en tren por Holanda en Schiphol deben comprar un billete antes de subir al tren.
Se puede pagar con las principales tarjetas de crédito en todas las máquinas expendedoras de billetes y en el sitio web.

### Pases de descuento fuera de horas punta
Las horas de menor afluencia son los días laborables de medianoche a 06:35, de 08:55 a 16:05 y de 18:25 a 24:00 y todo el día del sábado y el domingo. Con un pase de descuento, el descuento se aplica automáticamente según el tipo de producto de descuento y la hora de facturación. Los descuentos incluyen viajes gratuitos.
El Dal Voordeel (abono de descuento en horas valle) ofrece un descuento del 40% en los desplazamientos a partir de las horas valle. Hasta cuatro personas pueden recibir el descuento si tienen una tarjeta de transporte público. Una tarifa suplementaria permite a los usuarios mayores de 60 años viajar gratis fuera de las horas punta durante siete días al año. También existen pases anuales gratuitos fuera de las horas punta (Dal Vrij) y pases ilimitados, con algunas restricciones.

## Ferrocarriles en el Caribe Neerlandés
Saba, San Eustaquio y Bonaire (Caribe Neerlandés) no tienen ferrocarril, y tampoco lo hay en San Martín y Curazao. El servicio de tranvía local en Aruba comenzó en 2012, construido en cooperación con la compañía de tranvías hayense HTM. Su material rodante consiste en un tranvía abierto de un solo piso no articulado y dos tranvías abiertos de dos pisos, que circulan por vías de ancho estándar. Se han eliminado dos líneas ferroviarias industriales de vía estrecha en la isla.